# Iudif
Judith (rus: Юдифь: Iudíf) és una òpera en cinc actes composta per Aleksandr Serov entre 1861 i 1863. Basada en interpretacions de la història de Judith dels Apòcrifs de l'Antic Testament, el llibret rus libretto, encara que acreditat al compositor, té una història complicada. Es va estrenar el 1863 a Sant Petersburg. Aquest debut a l'escena, juntament amb la seva òpera següent Rogneda, va fer de Serov el més important compositor de l'òpera russa dels anys 1860.

## Origen i context

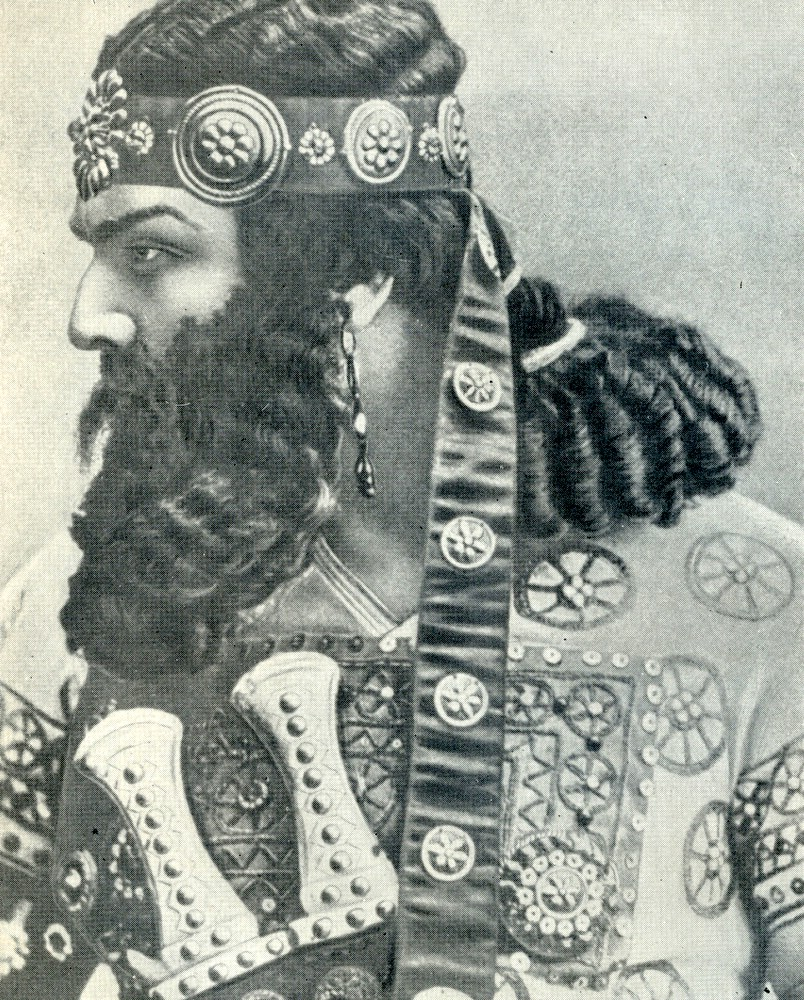
Fyodor Shalyapin com a Holofernes (1898)

L'obra italiana Giuditta de Paolo Giacometti, produïda a Sant Petersburg el 1860, va inspirar a Serov per treballar en el projecte com a vehicle per a la companyia de l'òpera italiana a Sant Petersburg. Ivan Antonovich Giustiniani va escriure un llibret en italià. Però quan es va proposar la producció italiana de l'òpera, aquesta va ser denegada, i llavors el llibret va ser traduït de l'italià al rus per Konstantin Zvantsov i Dmitry Lobanov, i alguns versos van ser afegits pel poeta Apollon Maykov; mentrestant, el compositor anava escrivint la música sense tenir encara el llibret.

## Representacions
L'estrena mundial va ser el 16 de maig 1863 al Teatre Mariinski de Sant Petersburg, dirigida per Konstantin Lyadov i protagonitzada per Mikhail Sariotti com a Holofernes i Valentina Bianki com a Judith.
L'estrena a Moscou va tenir lloc el 1865 al Teatre Bolxoi amb la batuta de Shramek.

## Publicacions
- 1885, partitura piano-vocal, Gutheil, Moscou
- 1903, partitura completa, Belyayev, Leipzig

## Personatges

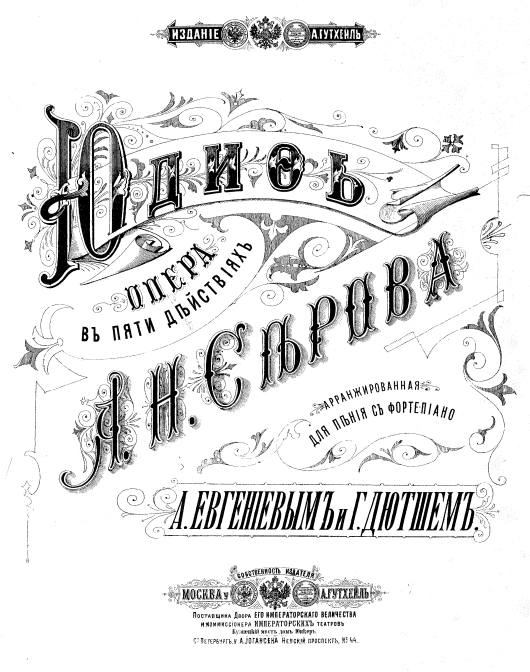
Pàgina de títol d'un piano-puntuació vocal de Judith (Gutheil, Moscou)

- Judith, una dona israelita, vídua d'un guerrer jueu: soprano
- Avra, el seu esclau: mezzo-soprano
- Ozias, un ancià de la ciutat de Bethulia: baix
- Charmis, un ancià de la ciutat de Bethulia: baix
- Eliachim, alt sacerdot jueu: baix
- Achior, cap dels ammonites, subjugat a Holofernes: tenor
- Holofernes, comandant assiri: baix
- Asfaneses, servent de Holofernes: baix
- Bagoas, cap de l'harem de Holofernes: tenor
- Primera odalisca: soprano
- Segona odalisca: mezzo-soprano
- Persones, guerrers jueus, odalisques, caps assiris i guerrers, homes rics, homes i dones esclaus de Holofernes

## Números i àries principals
- Introducció (o Obertura)
- El monòleg de Judith (Acte II)
- Marxa de Holofernes (Entreacte abans de l'Acte III)
- Balls (Acte III)
- Dansa bacanal de les odalisques i dansa de les dues Almahs (Acte IV)
- Cançó índia (Acte IV)

## Influències
Malgrat que el tema del que tracta l'òpera no és rus, de la mateixa manera que no és primera òpera basada en la història de Judith, aquesta òpera de Serov té una gran importància per la història de música russa. A més el seu èxit amb el públic (realçat per les interpretacions que en va fer Fiódor Xaliapin des del 1898), Judith va influir més tard en els compositors russos, incloent:
- Tchaikovsky – La donzella d'Orleansns
- Mussorgsky – L'inacabat Salammbô
- Borodin – El príncep Ígor
- Rubinstein – Les seves òperes bíbliques

L'element oriental de Judith és més òbvi en els actes III i IV; la seva influència (presagiada per Glinka a Ruslan i Lyudmila) pot ser detectada per comparar la Cançó índia de l'Acte IV amb la "Cançó del convidat indi" de [ Sadko ]de Rimsky-Korsakov.

## Enregistraments
- 1991, Andrey Chistyakov (director), Bolshoy Orquestra de Teatre, Cor Acadèmic rus de la URSS, Irina Udalova (Judith), Yelena Zaremba (Avra), Mikhail Krutikov (Holofernes), Nikolay Vasilyev (Bagoas), Anatoly Babïkhin (Ozias), Vladimir Kudryachov (Achior), Stanislav Suleimanov (Asfaneses), Pyotr Gluboky (Eliachim), Maksim Mikhaylov (Charmis), Irina Zhurina i Marina Shutova (odalisques), Lev Kuznetsov (Hindu Cançó). Clàssics Brillants reestrenats 2011.